# 新法師
新法師（しんぼうし）は、青森県弘前市の大字で、旧中津軽郡岩木町の大字。郵便番号は036-1342。

## 地理
- 当地の南部をアップルロードが横断し、北は葛原、東は宮地、南は五代・国吉、東は百沢に接する。
- また、かつては「新坊寺」とも表記された。

### 小字
小字として泉・稔・向野がある。 

## 歴史

### 沿革
- 1889年（明治22年） - 岩木村の大字になる。
- 1891年（明治24年） - 当時の記録では人口187、戸数30、厩20であった。
- 1961年（昭和36年） - 岩木町大字新法師になる。
- 2006年（平成18年） - 弘前市への合併とともに弘前市の大字になる。

### 地名の由来
かつて当地に置かれていた新坊寺にちなむ。そして新坊寺の名前の由来は、岩木村郷土史によれば・・
- 治永年間に、延暦寺の僧蓮明が、師明雲の命により戦火を逃れ、恵心僧都作阿弥陀像を当地に運び草庵を結んだ際、古くからの岩木山百沢寺に対して新しい寺を新坊寺と称した。
- 岩木山神社が宣託により遷宮した際に、神社の別当寺が完成するまでの間、仮堂を当地に建て、新坊寺とした。

と、二つの説がある。

## 世帯数と人口
2017年（平成29年）6月1日現在の世帯数と人口は以下の通りである。
| 大字               | 世帯数 | 人口  |
| ------------------ | ------ | ----- |
| 新法師（小字全域） | 76世帯 | 239人 |

## 施設

### 公共
- 新法師会館

## 小・中学校の学区
市立小・中学校に通う場合、学区は以下の通りとなる。
| 大字   | 番地 | 小学校             | 中学校             |
| ------ | ---- | ------------------ | ------------------ |
| 新法師 | 全域 | 弘前市立岩木小学校 | 弘前市立津軽中学校 |

## 交通
- 弘南バス

造坂上、新法師東口、新法師（弘前バスターミナル - 枯木平線、弘前バスターミナル - 高岡経由 - いわき荘線、三本柳 - いわき荘経由 - 義塾高校線）停留所。